# Gnophos obscurata
Gnophos obscurata là một loài bướm đêm trong họ Geometridae.